# Dohrniphora pirirostris
Dohrniphora pirirostris är en tvåvingeart som beskrevs av Borgmeier 1960. Dohrniphora pirirostris ingår i släktet Dohrniphora och familjen puckelflugor. Inga underarter finns listade i Catalogue of Life.